# 주진모 (1958년)
주진모(朱鎭模, 1958년 2월 26일 ~ )는 대한민국의 배우이다.

## 약력
- 1976년 고려대학교에 입학한 후 '극예술연극회'에서 활동하였으며, 1982년부터 ~ 1986년까지 활동 했고 1987년부터 1994년까지 국립극단 단원 연극배우로 활동했다.
- 영화는 1996년작 《학생부군신위》가 첫 데뷔작이며 《와이키키 브라더스》,《효자동 이발사》, 《시실리 2km》 등에 조연으로 출연했다.
- 이당시까지만 해도 그리 주목받지 못했다.
- 그러다가 이후 흥행작이기도 한 영화 《타짜》에서 짝귀로 널리 알려졌다.

## 학력
- 보성고등학교
- 고려대학교

## 출연

### 영화
- 1996년 《학생부군신위》 ... 찬길 역
- 1997년 《박대박》 ... (특별출연)
- 2001년 《와이키키 브라더스》 ... 휴게소 판매상 역
- 2003년 《여섯 개의 시선》 ... 취업담당 선생님 역 (그녀의 무게)
- 2004년 《범죄의 재구성》 ... 조사계장 역
- 2004년 《효자동 이발사》 ... 파출소장 역
- 2004년 《인어 공주》 ... 상주 1 역
- 2004년 《시실리 2km》 ... 반도 역
- 2004년 《빈 집》 ... 조 형사 역
- 2006년 《가족의 탄생》 ... 운식 역
- 2006년 《양아치어조》 ... 심 사장 역
- 2006년 《타짜》 ... 짝귀 역
- 2006년 《거룩한 계보》 ... 장낙영 역
- 2006년 《열혈남아》 ... 형사반장 역 (특별출연)
- 2007년 《상어》 ... 노름꾼 아저씨 역
- 2007년 《즐거운 인생》 ... 기영 선배 역
- 2007년 《바르게 살자》 ... 지점장 역
- 2008년 《님은 먼 곳에》 ... 성찬 역
- 2008년 《사과》 ... 현정 부 역
- 2009년 《핸드폰》 ... 김 반장 역 (특별출연)
- 2009년 《처음 만난 사람들》 ... 박 기사 역
- 2009년 《거북이 달린다》 ... 양 반장 역
- 2009년 《굿모닝 프레지던트》 ... 경호실장 역
- 2009년 《천국의 우편배달부》 ... 운전수 역
- 2009년 《전우치》 ... 무당 역
- 2010년 《해결사》 ... 원주봉 역
- 2011년 《심장이 뛴다》 ... 강 사장 역
- 2011년 《아이들...》 ... 안 부장 역
- 2011년 《체포왕》 ... 조준구 역 (특별출연)
- 2011년 《헤드》 ... 이 반장 역
- 2011년 《퀵》 ... 김 팀장 역
- 2011년 《의뢰인》 ... 판사 역
- 2011년 《Mr. 아이돌》 ... 유진 부 역
- 2012년 《도둑들》 ... 반장 역 (첫 천만영화)
- 2013년 《남쪽으로 튀어》 ... 공안 1 역
- 2013년 《신세계》 ... 고 국장 역
- 2013년 《미나문방구》 ... 강봉근 역
- 2013년 《캐치미》 ... 국장 역
- 2015년 《허삼관》 ... 삼촌 역
- 2016년 《검사외전》 ... 최형석 역
- 2016년 《판도라》 ... 행안부 장관 역
- 2017년 《임금님의 사건수첩》 ... 직제학 역
- 2017년 《보안관》 ... 박 선장 역
- 2017년 《브이아이피》 ... 국정원 고위간부 역
- 2018년 《원더풀 고스트》 ... 양 경감 역 (본작의 진 최종 보스)
- 2018년 《암수살인》 ... 송경수 역 (특별출연)
- 2019년 《롱 리브 더 킹: 목포 영웅》 ... 소팔 역
- 2019년 《타짜: 원 아이드 잭》 ... 짝귀 역 (특별출연)
- 2020년 《도굴》 ... 만기 역
- 2021년 《유체이탈자》 ... 홍 국장 역
- 2024년 《빅토리》 ... 윤정진 교장 역
- 2025년 《승부》 ... 조규상 역

### 드라마
- 2005년 KBS2 미니시리즈 《부활》 ... 박상철 역
- 2006년 KBS2 미니시리즈 《굿바이 솔로》
- 2007년 KBS2 미니시리즈 《마왕》 ... 반창호 역
- 2009년 MBC 미니시리즈 《히어로》 ... 공칠성 역
- 2010년 SBS 드라마스페셜 《나쁜 남자》 ... 김실장 역
- 2011년 KBS2 미니시리즈 《로맨스 타운》 ... 노상훈 역
- 2011년 MBC 미니시리즈 《지고는 못살아》 ... 강우식 역
- 2012년 TV조선 미니시리즈 《프로포즈 대작전》 ... 함성훈 역
- 2012년 MBC 특별기획드라마 《마의》 ... 사암도인 역
- 2013년 KBS2 수목드라마 《아이리스 2》 ... 하재용 역
- 2013년 KBS2 미니시리즈 《칼과 꽃》 ... 양문 역
- 2014년 SBS 월화드라마 《신의 선물 - 14일》 ... 이명한 역
- 2014년 tvN 월화드라마 《마녀의 연애》 ... 권현섭 역
- 2014년 SBS 월화드라마 《유혹》 ... 최석기 역
- 2014년~2015년 KBS 수목드라마《왕의 얼굴》 ... 정철 역
- 2015년 MBC 수목드라마 《앵그리맘》
- 2015년 SBS 드라마스페셜 《가면》 ... 김교수 역
- 2015년 OCN 일요드라마 《귀신 보는 형사 처용 2》 ... 강기영 역
- 2016년 MBC 월화드라마 《옥중화》 ... 토정 이지함 역
- 2016년 iHQ DRAMA 수목드라마 《1%의 어떤 것》 ... 이규철 역
- 2017년 MBC 미니드라마 《세가지색 판타지 - 우주의 별이》 ... 구선관 소장 역
- 2017년 KBS2 수목드라마 《맨홀 - 이상한 나라의 필》 ... 봉달 역
- 2017년 OCN 주말드라마 《나쁜 녀석들 : 악의 도시》 ... 이명득 역
- 2018년 MBC 월화드라마 《검법남녀》 ... 박중호 역
- 2018년 MBC 월화드라마 《배드파파》 ... 장관장 역
- 2019년 KBS2 월화드라마 《동네변호사 조들호 2: 죄와 벌》 ... 윤정건 역
- 2019년 MBC 월화드라마 《검법남녀 2》 ... 박중호 역
- 2019년 OCN 토일드라마 《왓쳐》 ... 박진우 역
- 2020년 OCN 토일드라마 《본 대로 말하라》 ... 하태식 역
- 2021년 tvN 토일드라마 《지리산》 ... 김계희 역
- 2021년 SBS 금토드라마 《지금, 헤어지는 중입니다》 ... 황 대표 역
- 2022년 SBS 월화드라마 《우리는 오늘부터》 ... 김덕배 역
- 2023년 Disney+ 오리지널 드라마 《형사록 2》 … 이영호 역
- 2023년 ENA 토일드라마 《악인전기》 … 김재열 역
- 2024년 Disney+ 오리지널 드라마 《삼식이 삼촌》 … 안요섭 역
- 2025년 Disney+ 오리지널 드라마 《트리거》 … 배달하 역

## CF
- 2013년 KFC 치킨징거라이스
- 2014년 KT olleh 굿초이스 GIGA 캠페인 (김호창과 함께 출연)
- 2015년 NH농협생명 아빠의 마음